# Selkirk Mountains

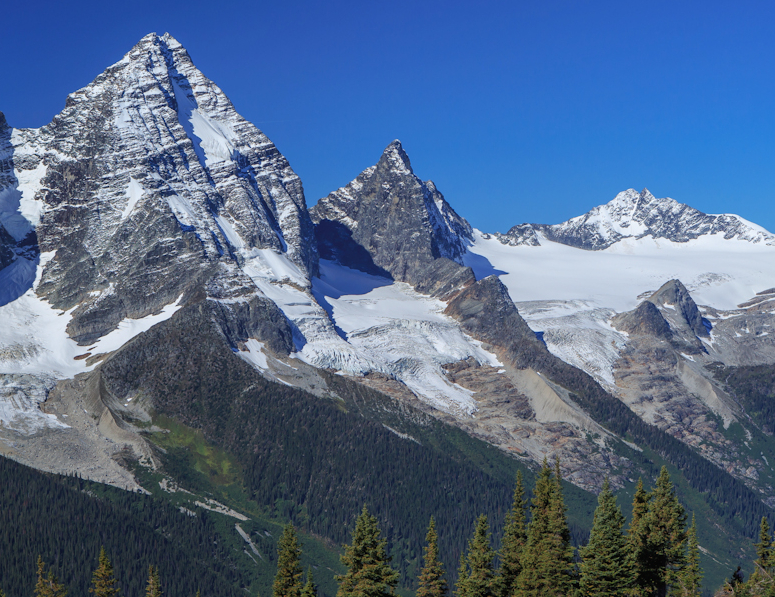
Mount Sir Donald (vänster)

Selkirk Mountains är en bergskedja i Kanada och USA. Den sträcker sig från norra Idaho och nordöstra Washington till sydöstra British Columbia.